# Chikyuu Sentai Fiveman
Chikyuu Sentai Fiveman (地球戦隊ファイブマン, Chikyū Sentai Faibuman, vertaald als Earth Squadron Fiveman) is de veertiende Sentai- serie geproduceerd door Toei. De serie werd van 2 maart 1990 tot 8 februari 1991 uitgezonden en bestond uit 48 afleveringen.
Fiveman was het eerste Sentai-team waarin alle leden broers en zussen van elkaar waren. Dit thema werd herhaald in GoGov en Magiranger.

## Verhaallijn
in 1970 deed Dr. Hoshikawa onderzoek naar hoe hij de planeet Sedon kon veranderen in een groene wereld toen de planeet werd aangevallen door het alien leger Zone. Hierbij werden hij en zijn vrouw gescheiden van hun vijf kinderen. De robot Arthur G6 nam de vijf mee naar de Aarde en voedde hen verder op.
Wanneer Zone in 1990 een aanval op de Aarde begint, worden de vijf met Arthurs hulp Fiveman om Zone te stoppen.
Na hun overwinning op Zone verlaten de vijf de aarde om hun ouders te zoeken.

## Karakters

### Fiveman
- Gaku Hoshikawa (星川学, Hoshikawa Gaku) / FiveRed (ファイブレッド, Faibureddo): de oudste van de vijf en de leider van het team. Hij is een scheikunde leraar en kendo meester. Hij was 7 toen de vijf hun ouders verloren. Tijdens de aanval vuurde hij uit angst een laser af op Garoa's gezicht, wat Gargoa een litteken opleverde en een vijandschap tussen de twee creëerde.
- Ken Hoshikawa (星川健, Hoshikawa Ken) / FiveBlue (ファイブブルー, Faibuburū): een gymleraar en judo expert. Hij is de op een na oudste en co-leider van het team. Hij vertrouwt meer op gevechtskunsten dan wapens.
- Fumiya Hoshikawa (星川文矢, Hoshikawa Fumiya) / FiveBlack (ファイブブラック, Faibuburakku): de jongste. een expert in karate. Hij heeft uitgebreide kennis van veel talen, zelfs een paar buitenaardse. Desondanks is hij qua gedrag kinderlijk en soms onvoorzichtig. Hij en Remi waren nog baby's toen de vijf hun ouders verloren, en worden daardoor continu geplaagd door het feit dat ze zich hun ouders niet herinneren.
- Kazumi Hoshikawa (星川数美, Hoshikawa Kazumi) / FivePink (ファイブピンク, Faibupinku): de op twee na oudste van de vijf. Zij is wiskunde lerares en goed in schermen. Ze doet dienst als moederfiguur voor haar jongere broer en zus.
- Remi Hoshikawa (星川レミ, Hoshikawa Remi) / FiveYellow (ファイブイエロー, Faibuierō): Muziek lerares en kung fu specialist.

### Hulp
- Arthur G6 (アーサージーシックス, Āsā Jī Shikkusu): een robot gemaakt door Dr. Hoshikawa. Hij kan vliegen en veranderen in een kanon voor de Fiveman. Hij voedde de vijf op na hun aankomst op Aarde.
- Gunther (グンサー, Gunsā): een mysterieuze krijger die door Dr. Hoshikawa en zijn vrouw werd geholpen toen hij zwaargewond was. Hij brengt de Fiveman de Star Carrier, en vecht met hen mee. Vlak voor het eind van de serie komt hij om.

### Silver Imperial Army Zone
Het Silver Imperial Army Zone (銀帝軍ゾーン, Ginteigun Zōn) is een alienleger. Aan het begin van de serie hebben ze reeds 999 planeten verwoest. De Aarde is de volgende op hun lijst en als ze 1000 planeten verwoest hebben zal hun keizerin Medor eeuwig leven krijgen. Hun schip is de Vulgyre.
- Galactic Super Beast Vulgyre (銀河超獣バルガイヤー, Ginga Chōjū Barugaiyā) (46-48): de ware leider van Zone. Hij is een enorm levend wezen dat dienstdoet als Zones schip. Als hij de energie van duizend planeten kan absorberen zal hij onsterfelijk worden en de "god" van de Melkweg worden. Hij toont zichzelf in zijn ware vorm in de finale, en wordt door de Fiveman vernietigd.
- Galactic Empress Medor (銀河皇帝メドー, Ginga Kōtei Medō): de keizerin van het Zone leger. Zij is in werkelijkheid een projectie gemaakt door Vlugyre om Zone bevelen te geven. Haar projectie is gebaseerd op een vrouw op wie Vulgyre verliefd was, maar die werd gedood toen ze weigerde bij hem te blijven. Om wraak te nemen voor alle kwade dingen die Vulgyre onder haar naam doet, helpt ze als geest in de finale de Fiveman.
- Kapitein Garoa (ガロア艦長, Garoa-kanchō): kapitein van de Vulgyre. Hij heeft hetzelfde karakter als Dr. Man in Bioman. Hij is een vaste vijand van FiveRed vanwege het feit dat FiveRed als kind Garoa's gezicht verminkte met een pistool. Hij komt om wanneer de Vulgyre ontploft.
- Galactic Commanders
  - Galactic Swordsman Billion (銀河剣士ビリオン, Ginga Kenshi Birion) (1-46): een Zone commandant en meester zwaardvechter. Hij komt nog wel het dichtst in de buurt van het verslaan van de Fiveman.
  - Galactic Scientist Doldora (銀河博士ドルドラ, Ginga Hakase Dorudora) (1-46): een Zone wetenschapper. Zij fuseert later met Zaza tot Doldoroza.
  - Galactic Merchant Dongoros (銀河商人ドンゴロス, Ginga Shōnin Dongorosu): een zeer hebzuchtige handelaar die vaak brute kracht gebruikt om zijn doelen te bereiken.
- Fang of the Galaxy Zaza (銀河の牙ザザ, Ginga no Kiba Zaza) (1-46): Doldora’s assistent en bodyguard die vaak het vuile werk mag opknappen. Hij werd door haar in een cyborg veranderd direct na zijn geboorte.
- First Captain Shubalie (初代艦長シュバリエ, Shodai Kanchō Shubarie) (28-47): Vulgyre’s eerste kapitein, hoewel hij er jonger uitziet dan Garoa. Hij verliet de Zone op een onbepaald moment voor aanvang van de serie, maar keerde terug toen hij hoorde hoeveel moeite het hen kostte de Aarde te veroveren.
- Galaxy Squadron Gingaman (銀河戦隊ギンガマン, Ginga Sentai Gingaman, Galaxy Squadron Galaxyman) (9-47): een kwaadaardige versie van het Fiveman team. Ze vormen door hun gedrag en uiterlijk echter de vrolijke noot van de serie.
- Batzler Soldiers (バツラー兵, Batsurā Hei): de soldaten van Zone.
- Galactic Warriors (銀河闘士, Ginga Tōshi): de monsters van Zone. Elk van hen is gebaseerd op een aards dier, en ook naar dit dier vernoemd.
- Enlarging Beast Gorlin (巨大化獣ゴルリン, Kyodaika Jū Gorurin): enorme witte robots die de verslagen Galactic Fighters kunnen absorberen, en vervolgens veranderen in een reusachtige versie van deze Fighter. Dit is alleen mogelijk als de fighter in kwestie nog niet geheel dood is.

## Mecha
- Five Robo (ファイブロボ, Faibu Robo): de primaire robot van de Five Man. Hij is gewapend met het Super Dimension zwaard (超次元ソード, Chō Jigen Sōdo). Zijn aanval is de (finishing move: Super Five Crash). Andere wapens zijn de Five Cannons en Twin Shotguns.
  - Sky Alpha (スカイアルファ, Sukai Arufa): Five Reds mecha.
  - Carrier Beta (キャリアベータ, Kyaria Bēta): Five Black en Five Yellows mecha.
  - Land Gamma (ランドガンマ, Rando Ganma): Five Blues en Five Pinks mecha.
- Star Carrier (スターキャリア, Sutā Kyaria): Dit schip werd gebouwd door dr. Hoshikawa om te gebruiken bij zijn terugkeer op Aarde. Het werd gestolen door Gunther, maar die gaf het uiteindelijk aan de Fiveman. De Star Carrier kan dienstdoen als transportmiddel voor Five Robo, en zelf veranderen in de robot Star Five (スターファイブ, Sutā Faibu). Zijn wapen is het Star Gun (スターガン, Sutā Gan).
- Super Five Robo (ファイブロボ, Faibu Robo): de combinatie van Five Robo en Star Five. Gewapend met de Jet Knuckles (ジェットナックル, Jetto Nakkuru). Zijn aanval is de Super Vector Punch (スーパーベクトルパンチ, Sūpā Bekutoru Panchi).
- Magma Base (マグマベース, Maguma Bēsu): de basis en tevens woning van de Fiveman. Gebouwd door Dr. Hoshikawa. Werd gebruikt als transportmiddel om naar de Aarde te reizen vanaf de planeet Sidon.
- Max Magma (マックスマグマ, Makkusu Maguma): De combinatie van de Super Five Robo en Magma Base. Werd voor het eerst gebruikt als antwoord op de Combined-Galatic Warriors. Zijn aanval is de "Diamond Max" (ダイヤモンドマックス, Daiyamondo Makkusu), waarin al zijn wapens tegelijk schieten. De robot is echter niet mobiel en kan maar vanuit een positie aanvallen.

## Afleveringen
1. Five Sibling Warriors (五兄弟戦士 Go Kyōdai Senshi)
2. Father's Payback! Mother's Payback (父の仇! 母の仇 Chichi no Kataki! Haha no Kataki)
3. Challenge! Tiger of the Galaxy (挑戦! 銀河の虎 Chōsen! Ginga no Tora)
4. Get the Earth Drunk (地球を酔わせろ Chikyū wo Yowasero)
5. Orphan Galaxy Egg (みなしご銀河卵 Minashigo Ginga Tamago)
6. Hate Hard Workers (働き者は嫌いだ Hatarakimono wa Kirai Da)
7. The 45m Grade-Schooler (45ｍの小学生 Yonjūgo-mētā no Shōgakusei)
8. Shine! A Grain of Life (輝け! 一粒の命 Kagayake! Hitotsubu no Inochi)
9. Gingaman Appear (登場ギンガマン Tōjō Gingaman)
10. Suck My Blood! (俺の血を吸え! Ore no Chi o Sue!)
11. Dangerous Treasure Hunting (あぶない宝探し Abunai Takara Sagashimawaru)
12. Arthur's Super Transformation (アーサー超変型 'Āsā Chō Henkei)
13. Do, Re, Mi, Fight (ドレミファイト Do Re Mi Faito)
14. The Cute Liar (可愛いウソつき Kawaii Usotsuki)
15. There Are Two Reds!! (レッドが二人!! Reddo ga Futari!!)
16. Hungry Hero (腹ぺこヒーロー Harapeko Hīrō)
17. Fumiya's Friendship Announcement (文矢の交際宣言 Fumiya no Kōsai Sengen)
18. Saving Money!! (お金貯めます!! O-kane Tamemasu!!)
19. Red Fighting Robo (赤いけんかロボ Akai Kenka Robo)
20. Burning Sibling Robo (燃える兄弟ロボ Moeru Kyōdai Robo)
21. Vaulting Horse Trio (跳び箱3人組 Tobibako Sannin Kumi)
22. Shining Handsome Youth (光る美青年 Hikaru Biseinen)
23. 5 Puppets (5（ファイブ）くん人形 Faibu Kun Ningyō)
24. Slow Turtle Ninja (のろ亀忍者 Noro Kame Ninja)
25. Cherry Blossom of Frienship (友情の桜 Yūjō no Sakura)
26. Kyuushuu Capture (九州だョン Kyūshū Dayon)
27. If You Sleep, You Die (眠れば死ぬ Nemureba Shinu)
28. Chorus of Hell (地獄の合唱 Jigoku no Gasshō)
29. Fusion vs. Combination (合身VS合体 Gasshin Tai Gattai)
30. Black Gorlin (黒ゴルリン Kuro Gorurin)
31. Dangerous Mother (あぶない母 Abunai Haha)
32. Gaku Dies (学、死す Gaku, Shisu)
33. Deadly Flip-turn (必殺裏返し Hissatsu Uragaeshi)
34. Can-Packed Humans (人間カン詰 Ningen Kanzume)
35. Gaku's Secret!! (学の秘密!! Gaku no Himitsu!!)
36. Super Twin Strategy (双子大作戦 Futago Dai Sakusen)
37. Human Cannon (人間大砲 Ningen Taihō)
38. Fake Sibling Teachers (偽兄弟先生 Nise Kyōdai Sensei)
39. Please Love Me (愛を下さい Ai o Kudasai)
40. Boy Majin Sword (少年魔神剣 Shōnen Majin Ken)
41. Scary Date (恐いデート Kowai Dēto)
42. Kung Fu Spirit (カンフー魂 Kan Fū Tamashii)
43. TV Love (テレビの恋 Terebi no Koi)
44. Struggle Robo Battle (死闘ロボ戦 Shitō Robo Ikusa)
45. Rushing into the Enemy Base (敵基地突入 Teki Kichi Totsunyū)
46. The Whereabouts of Our Parents (父母の行方 Fubo no Yukue)
47. The Super Beast's Big Shedding (超獣大脱皮 Chōjū Dai Dappi)
48. Departure to the Stars (星への旅立ち Hoshi he no Tabidachi)

## Trivia
- Fiveman is tot dusver de enige sentai met verschillende henshin (transformatie) apparaten voor de leden.
- Dit was de laatste serie geschreven door Hirohisa Soda. Hij was de hoofdschrijver voor Sentai series sinds Goggle Five.
- Dit was de eerste serie met een team genaamd Gingaman. De tweede was de sentai serie Seijuu Sentai Gingaman. Enige verschil is dat de Gingaman in deze serie de vijanden waren en in Seijuu Sentai Gingaman de helden.